# Russell Teibert
Russell Teibert (ur. 22 grudnia 1992 w Niagara Falls) – kanadyjski piłkarz grający na pozycji defensywnego lub środkowego pomocnika. Posiada pochodzenie niemieckie i włoskie.

## Kariera klubowa
Swoją karierę piłkarską Teibert rozpoczął w akademii piłkarskiej Toronto FC. W 2009 roku został zawodnikiem zespołu U-23. W 2008 roku został zawodnikiem Vancouver Whitecaps, gdzie w latach 2009–2010 grał w zespole U-23. W 2011 roku Vancouver Whitecaps przystąpił do rozgrywek Major League Soccer. Swój debiut w MLS Teibert zaliczył 19 marca 2011 w wygranym 4:2 domowym spotkaniu z Toronto FC.
| Sezon | Klub                          | Kraj              | Rozgrywki              | Mecze | Bramki |
| ----- | ----------------------------- | ----------------- | ---------------------- | ----- | ------ |
| 2009  | Vancouver Whitecaps Residency | Stany Zjednoczone | PDL Northwest Division | 14    | 1      |
| 2010  | Vancouver Whitecaps           | Stany Zjednoczone | USL First Division     | 12    | 2      |
| 2010  | Vancouver Whitecaps           | Stany Zjednoczone | USSF Division 2        | 1     | 0      |
| 2011  | Vancouver Whitecaps           | Stany Zjednoczone | MLS                    | 11    | 0      |
| 2012  | Vancouver Whitecaps           | Stany Zjednoczone | MLS                    | 4     | 0      |
| 2013  | Vancouver Whitecaps           | Stany Zjednoczone | MLS                    |       |        |

## Kariera reprezentacyjna
W swojej karierze Teibert grał w młodzieżowych reprezentacjach Kanady. W dorosłej reprezentacji Kanady zadebiutował 16 sierpnia 2012 roku w wygranym 2:0 towarzyskim meczu z Trynidadem i Tobago, rozegranym w Lauderhill. W 2013 roku został powołany do kadry na Złoty Puchar CONCACAF 2013.